# Seven de Hong Kong 2010
El Seven de Hong Kong de 2010 fue la trigésima quinta edición del torneo de rugby 7, fue el quinto torneo de la temporada 2009-10 de la Serie Mundial Masculina de Rugby 7.
Se disputó en la instalaciones del Hong Kong Stadium.

## Fase de grupos

### Grupo A
| Equipo    | Encuentros | Encuentros | Encuentros | Encuentros | Tantos  | Tantos    | Tantos     | Puntos |
| Equipo    | jugados    | ganados    | empatados  | perdidos   | a favor | en contra | diferencia | Puntos |
| --------- | ---------- | ---------- | ---------- | ---------- | ------- | --------- | ---------- | ------ |
| Samoa     | 3          | 3          | 0          | 0          | 85      | 38        | 47         | 9      |
| Argentina | 3          | 2          | 0          | 1          | 75      | 33        | 42         | 7      |
| Italia    | 3          | 1          | 0          | 2          | 26      | 94        | -68        | 5      |
| Rusia     | 3          | 0          | 0          | 3          | 36      | 57        | -21        | 3      |

Nota: Se otorgan 3 puntos al equipo que gane un partido, 2 al que empate y 1 al que pierda

### Grupo B
| Equipo        | Encuentros | Encuentros | Encuentros | Encuentros | Tantos  | Tantos    | Tantos     | Puntos |
| Equipo        | jugados    | ganados    | empatados  | perdidos   | a favor | en contra | diferencia | Puntos |
| ------------- | ---------- | ---------- | ---------- | ---------- | ------- | --------- | ---------- | ------ |
| Nueva Zelanda | 3          | 3          | 0          | 0          | 117     | 10        | 107        | 9      |
| Francia       | 3          | 2          | 0          | 1          | 75      | 55        | 20         | 7      |
| Escocia       | 3          | 1          | 0          | 2          | 54      | 39        | 15         | 5      |
| China Taipéi  | 3          | 0          | 0          | 3          | 22      | 164       | -142       | 3      |

### Grupo C
| Equipo         | Encuentros | Encuentros | Encuentros | Encuentros | Tantos  | Tantos    | Tantos     | Puntos |
| Equipo         | jugados    | ganados    | empatados  | perdidos   | a favor | en contra | diferencia | Puntos |
| -------------- | ---------- | ---------- | ---------- | ---------- | ------- | --------- | ---------- | ------ |
| Fiyi           | 3          | 3          | 0          | 0          | 165     | 26        | 139        | 9      |
| Estados Unidos | 3          | 2          | 0          | 1          | 91      | 48        | 43         | 7      |
| Portugal       | 3          | 1          | 0          | 2          | 67      | 62        | 5          | 5      |
| Tailandia      | 3          | 0          | 0          | 3          | 7       | 194       | -187       | 3      |

### Grupo D
| Equipo    | Encuentros | Encuentros | Encuentros | Encuentros | Tantos  | Tantos    | Tantos     | Puntos |
| Equipo    | jugados    | ganados    | empatados  | perdidos   | a favor | en contra | diferencia | Puntos |
| --------- | ---------- | ---------- | ---------- | ---------- | ------- | --------- | ---------- | ------ |
| Australia | 3          | 3          | 0          | 0          | 114     | 36        | 78         | 9      |
| Canadá    | 3          | 2          | 0          | 1          | 36      | 53        | -17        | 7      |
| Tonga     | 3          | 1          | 0          | 2          | 63      | 57        | 6          | 5      |
| China     | 3          | 0          | 0          | 3          | 31      | 98        | -67        | 3      |

### Grupo E
| Equipo     | Encuentros | Encuentros | Encuentros | Encuentros | Tantos  | Tantos    | Tantos     | Puntos |
| Equipo     | jugados    | ganados    | empatados  | perdidos   | a favor | en contra | diferencia | Puntos |
| ---------- | ---------- | ---------- | ---------- | ---------- | ------- | --------- | ---------- | ------ |
| Inglaterra | 3          | 3          | 0          | 0          | 116     | 5         | 111        | 9      |
| Japón      | 3          | 1          | 0          | 2          | 50      | 64        | -14        | 5      |
| Gales      | 3          | 1          | 0          | 2          | 36      | 57        | -21        | 5      |
| Hong Kong  | 3          | 1          | 0          | 2          | 28      | 104       | -76        | 5      |

### Grupo F
| Equipo        | Encuentros | Encuentros | Encuentros | Encuentros | Tantos  | Tantos    | Tantos     | Puntos |
| Equipo        | jugados    | ganados    | empatados  | perdidos   | a favor | en contra | diferencia | Puntos |
| ------------- | ---------- | ---------- | ---------- | ---------- | ------- | --------- | ---------- | ------ |
| Sudáfrica     | 3          | 3          | 0          | 0          | 89      | 29        | 60         | 9      |
| Kenia         | 3          | 2          | 0          | 1          | 82      | 28        | 54         | 7      |
| Zimbabue      | 3          | 1          | 0          | 2          | 46      | 76        | -30        | 5      |
| Corea del Sur | 3          | 0          | 0          | 3          | 38      | 122       | -84        | 3      |

## Fase Final

### Cuartos de final
| 28 de marzo | Samoa | 24 - 7 | Estados Unidos |  |  |

| 28 de marzo | Inglaterra | 26 - 19 | Australia |  |  |

| 28 de marzo | Fiyi | 14 - 12 | Sudáfrica |  |  |

| 28 de marzo | Kenia | 12 - 21 | Nueva Zelanda |  |  |

### Semifinal
| 28 de marzo | Samoa | 28 - 24 | Inglaterra |  |  |

| 28 de marzo | Fiyi | 28 - 33 | Nueva Zelanda |  |  |

### Final
| 28 de marzo | Samoa | 24 - 21 | Nueva Zelanda |  |  |

| Bandera de Samoa       |
| Campeón Samoa          |
| 3º título del circuito |